# ɰ
Ne doit pas être confondu avec la lettre arménienne peh ‹ Պ պ ›.
Cette page contient des caractères spéciaux ou non latins. S’ils s’affichent mal (▯, ?, etc.), consultez la page d’aide Unicode.
Le m culbuté à long fût (minuscule : ɰ) est une lettre additionnelle de l’écriture latine qui est utilisée dans l’alphabet phonétique international.

## Utilisation
Bernard Bloch (en) et George L. Trager (en) proposent le symbole m culbuté à long fût ‹ ɰ › pour représenter une semi-voyelle postérieure non arrondie, c’est-à-dire une consonne spirante vélaire voisée.
George L. Trager l’utilise comme symbole d’une modification de l’alphabet phonétique international en 1972.
Dans l’alphabet phonétique international, [ɰ] représente une consonne spirante vélaire voisée. Le symbole est adopté en 1976.

## Représentations informatiques
Le m culbuté à long fût peut être représentée avec les caractères Unicode (Alphabet phonétique international) suivants :
| formes    | représentations | chaînes de caractères | points de code | descriptions                                 |
| --------- | --------------- | --------------------- | -------------- | -------------------------------------------- |
| minuscule | ɰ               | ɰ                     | U+0270         | lettre minuscule latine m culbuté à long fût |